# 皇漢堂製薬
皇漢堂製薬株式会社（こうかんどうせいやく、英商号：KOKANDO PHARMACEUTICAL CO.,LTD.）は、兵庫県尼崎市に本社がある製薬会社。ビタミン剤、便秘薬、風邪薬、カルシウム剤、サプリメント等の商品があり、ジェネリック医薬品に特化している。

## 会社概要
- 本社：兵庫県尼崎市長洲本通2-8-27
- 資本金：250百万円
- 売上高：6,427百万円（令和元年6月期）
- 従業員：223名（令和元年6月期）
- 代表取締役：藤原裕明

## 事業所
- 研究開発部：兵庫県尼崎市長洲本通2-8-27
- 東京事務所：東京都千代田区鍛冶町1-10-7
- 尼崎工場：兵庫県尼崎市長洲本通2-8-27
- 三田工場：兵庫県三田市テクノパーク21-1

## 沿革
- 1980年：設立。
- 1982年：尼崎工場新設。
- 1985年：東京事務所開設。
- 1993年：尼崎工場（現第二工場）移転。
- 1997年：尼崎第一工場新設。
- 2000年：名古屋事務所開設。

## 関連会社
- 皇漢堂薬品株式会社
- 株式会社大一皇漢堂
- クニヒロ株式会社